# 플라잉겟 (EP)
《플라잉겟》(중국어 간체자: 飞翔入手, 병음: Fēixiáng rùshǒu 페이샹 루서우[*], 한자음: 비상입수)은 중국의 걸 그룹 SNH48의 두 번째 미니 음반이다. 나인스타일 뮤직에서 2013년 8월 2일에 발매됐다.
노래의 센터 포지션은 탕민이다.

## 개요
상하이 세계금융센터의 100층 전망대에서 촬영됐으며, 뮤직 비디오의 끝 부분에 수백명이 팬이 동원됐다. 자오자민은 건강 상의 이유로 〈플라잉겟〉과 〈포니테일과 슈슈〉의 뮤직비디오 녹화에 참여하지 못했다. 특전은 생사진(총 37종 중에서 랜덤 1장), 개별 악수권 1장이며, 호화판의 특전은 60페이지 분량의 mini사진집이다.

## 수록곡
전체 작사·작곡: 아키모토 야스시, 스미다 신야, 타다 신야, 코니시 유코
전체 편곡: 이쿠타 마신
| #            | 제목                               | 작사                    | 작곡         | 재생 시간 |
| ------------ | ---------------------------------- | ----------------------- | ------------ | --------- |
| 1.           | 〈플라잉겟〉 (飞翔入手)            | 아키모토 야스시, 구루이 | 스미다 신야  | 4:15      |
| 2.           | 〈포니테일과 슈슈〉 (马尾与发圈)   | 아키모토 야스시, 구루이 | 타다 신야    | 4:31      |
| 3.           | 〈가위바위보〉 (石頭剪刀布)        | 아키모토 야스시, 구루이 | 코니시 유코  | 4:16      |
| 4.           | 〈플라잉겟〉 (Instrumental)        |                         | 스미다 신야  | 4:15      |
| 5.           | 〈포니테일과 슈슈〉 (Instrumental) |                         | 타다 신야    | 4:31      |
| 6.           | 〈가위바위보〉 (Instrumental)      |                         | 코니시 유코  | 4:16      |
| 총 재생 시간 | 총 재생 시간                       | 총 재생 시간            | 총 재생 시간 | 26:04     |

| #  | 제목                                                            | 재생 시간 |
| -- | --------------------------------------------------------------- | --------- |
| 1. | 〈플라잉겟 (뮤직 비디오)〉 (飞翔入手 MV)                        |           |
| 2. | 〈포니테일과 슈슈 (뮤직 비디오)〉 (马尾与发圈 MV)               |           |
| 3. | 〈가위바위보 (525 LIVE Version)〉 (石头剪刀布 525 LIVE Version) |           |

## 선발 멤버

### 플라잉겟
(센터 : 탕민)
- 천관후이, 천쓰, 다이멍, 딩쯔옌, 둥즈이, 쿵샤오인, 리위치, 모한, 첸베이팅, 추신이, 탕민, 우저한, 쉬천천, 쉬자치, 장위거, 자오자민

### 포니테일과 슈슈
(센터 : 탕민, 쉬자치)
- 천관후이, 천쓰, 다이멍, 딩쯔옌, 둥즈이, 쿵샤오인, 리위치, 모한, 첸베이팅, 추신이, 탕민, 우저한, 쉬천천, 쉬자치, 장위거, 자오자민

### 가위바위보
(센터 : 천관후이)
- 천관후이, 천쓰, 다이멍, 딩쯔옌, 둥즈이, 쿵샤오인, 리위치, 모한, 첸베이팅, 추신이, 탕민, 우저한, 쉬천천, 쉬자치, 장위거, 자오자민